# Denis Ćosić
Denis Ćosić (Karlsruhe, 9. prosinca 1996.)  hrvatski je pjesnik, dramatičar i ekonomist. Autor je zbirki poezije Neonski bog mržnje, Crveno prije sutona i Košute su plakale bez rogova.  

## Biografija
Rođen je u Karlsruheu, a većinu života proveo je u Požegi gdje završava Opću gimnaziju. Zvanje prvostupnika ekonomije hotelskog menadžmenta, a zatim magistra upravljanja ljudskim potencijalima stekao je na Sveučilištu VERN'. Na Veleučilištu u Požegi usavršio se za voditelja pripreme i provedbe EU projekata.
Na Pjesničkim susretima u Drenovcima 2018. godine osvaja nagradu za neobjavljeni rukopis Neonski bog mržnje. Zbirka je nagrađena Poveljom uspješnosti na Danima Josipa i Ivana Kozarca. Za neobjavljeni rukopis Crveno prije sutona dobio je 2019. godine nagradu Goran za mlade pjesnike, najznačajniju hrvatsku pjesničku nagradu za mlade pjesnike. Na Kvirinovim poetskim susretima 2022. godine dodijeljena mu je nagrada "Mali Kvirin" za zbirku Košute su plakale bez rogova. Za istu je zbirku dobio nagradu "Duhovno hrašće" na 33. Pjesničkim susretima u Drenovcima.
Pjesme su mu objavljenje u različitim antologijama, zbornicima, časopisima i na portalima u Hrvatskoj i regiji, a prevedene su na engleski, francuski, makedonski, njemački, slovački, slovenski i talijanski jezik.
Od 2022. godine sudionikom je međunarodne platforme za europske pjesnike Versopolis.Član je Hrvatskog društva pisaca i Hrvatskog P.E.N. centra.
Za dramski tekst Vrli srednji vijek dobio je treću nagradu Hrvatskog narodnog kazališta u Mostaru.

## Nagrade
- Nagrada Pjesničkih susreta u Drenovcima za neobjavljeni rukopis poezije (2018.)
- Povelja uspješnosti na Danima Josipa i Ivana Kozarca (2019.)
- Nagrada Goran za mlade pjesnike za neobjavljeni rukopis poezije (2019.)
- Stimulacija Ministarstva kulture i medija za najbolje ostvarenje na području književnog stvaralaštva (2021.)
- Nagrada Mali Kvirin (2022.)
- Nagrada Duhovno hrašće (2022.)
- Nagrada Hrvatskog narodnog kazališta u Mostaru za dramski tekst (2022.)
- Stimulacija Ministarstva kulture i medija za najbolje ostvarenje na području književnog stvaralaštva (2023.)
- Nagrada Vinum et poeta (2024.)

## Djela
- Neonski bog mržnje (2019.), zbirka pjesama
- Crveno prije sutona (2019.), zbirka pjesama
- Košute su plakale bez rogova (2021.), zbirka pjesama
- Vrli srednji vijek (2022.), dramski tekst
- Panonska gotika (2024.), zbirka pjesama
- Rušenje četiri zida: antologija regionalne queer poezije (2024.), zbirka pjesama s Đorđem Simićem